# Хиралност (математика)
Хиралност в математиката е липса на огледална симетрия във фигура; по-точно, фигурата не може да се съвмести с огледалния си образ чрез поредица от ротации и транслации. Хирална фигура и нейното огледално изображение се наричат енантиоморфи.Думата хиралност идва от гръцкото на старогръцки: χειρ (хеир) – „ръка“. Именно ръката е най-известният хирален обект. Думата енантиоморф идва от древногръцки на старогръцки: εναντιος (enantios) – „противоположен“, и на старогръцки: μορφη (morphe) – „форма“. Нехирален обект се нарича ахирален или амфихирален.
Спиралата (както и резба на винт, усукана прежда, тирбушон, витло и др. ) и лентата на Мьобиус са триизмерни хирални обекти. Фигурите с форма на J, L, S и Z от популярната игра Tetris също имат хиралност, но само в двумерното пространство (равнината).
Някои хирални обекти, като например винт, могат да имат дясна или лява ориентация, според правилото на дясната ръка.

## Хиралност и групи на симетрия
Една фигура е ахирална тогава и само тогава, ако нейната група на симетрия съдържа поне една изометрия с променлива ориентация. В евклидовата геометрия всяка изометрия има вида {\displaystyle v\mapsto Av+b}, където {\displaystyle A} е ортогонална матрица и {\displaystyle b} – вектор. Детерминантата на матрицата {\displaystyle A} е равна на 1 или −1. Ако е равна на −1, тогава изометрията променя ориентацията, в противен случай запазва ориентацията.